# Мегарида

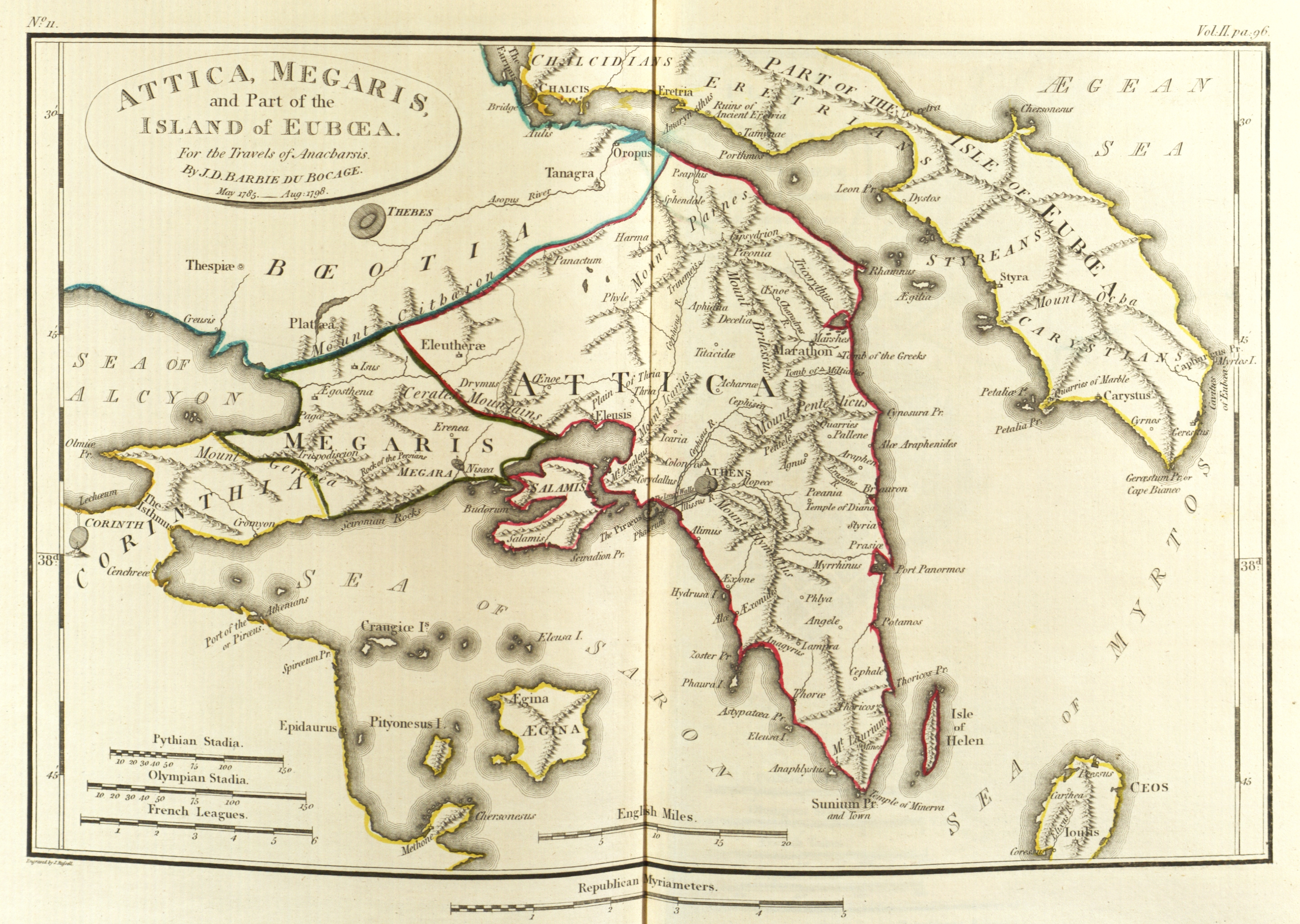
Карта стародавніх Аттики та Меґариди, створена 1795 року Жаном-Жаком Бартелемі

37°59′40″ пн. ш. 23°20′18″ сх. д. / 37.994444° пн. ш. 23.338333° сх. д.
Меґарида (дав.-гр. Μέγαρίς) — історична область у давній Греції, розташована на півний схід від Істмійського перешийку. Меґарида межувала з землями Коринфа (на півдні), Беотією (на півночі) і Аттикою (на сході).

## Географія
Мегарида являла собою невелику область в Середній Греції, на південному заході безпосередньо примикала до Істмійського перешийку, простягалась між Саронічною затокою на півдні та Алкіонійською бухтою Коринфського затоки на північному заході. Північну межу Мегариди з Беотією становив головний хребет Кітерон, північну-східну з Аттикою — один з його відрогів, що закінчується біля берега Саронічної затоки двома вершинами — Керата.
Майже вся країна була зайнята масивним хребтом, головна частина якого, що охоплювала західну частину Мегариди, висотою до 1350 м, у давнину носила назву Геранія (грец. ή Γεράνεια, «Журавлині гори»), а нині Макрі-Плаї (грец. Μακρύ πλάγι). На захід від Геранії відділяється Онеа-Дрі, що утворює півострів, який далеко виступає в Коринфський затоку і носив назву Пієрія (грец. ή Πειραία). Тільки в східній частині Мегариди, між Геранією і горами Керата, простягалась невелика рівнина, серед якої на двох пагорбах розташовувалось головне місто — Мегара.

## Історія
На початку історії області межі Мегариди не були сталими. У часи найбільшого територіального розширення вона охоплювала Мегари, Нісею, Перахору, Кромміон, Триподиск, Паги, Егосфени, можливо Елевсін.У VIII ст. до н. е., Перахора і Кромміон опинилися під коринфським контролем, а у VII ст. до н. е. Елевсін був остаточно приєднаний до Афін, відтак вважався частиною Аттики.
Першим населенням Мегариди, згідно з міфами, були племена карійців, згодом сюди прийшли лелеги, а їх у свою чергу витіснили (і частково асимілювали) греки-іонійці. У XI — X ст. до н. е. Мегарида була завойована дорійціями, проте іонійське населення залишилося на місці і поступово змішалося з прибульцями — надалі край вважався дорійським, проте з сильним іонійським впливом в культурі і мові.
У IX ст. до н. е. Мегарида була об'єднана під владою Мегар, а племінна верхівка менших поселень була інкорпорована до складу мегарської аристократії. Є єдиною сполучною ланкою між Середньою Грецією і Пелопоннесом і область сильно потерпала під час воєн пелопоннесців з афінянами або фіванцями. Проте, попри численні війни і окупації, єдність Мегариди зберігалася до 192 р. до н. е., коли римляни оголосили окремі її поселення незалежними учасниками Ахейського союзу. Щоправда, у 146 р. до н. е. уся область була перетворена на римське володіння. У середні віки Мегарида зазвичай входила до адміністративних і державних об'єднань разом з Афінами і її поступово почали вважати західною частиною Аттики.

## Економіка
З міст Мегариди в економічному відношенні, крім Мегар із зручною гаванню Нісея, відомі на західному березі гавань Паги (Παγαί) і Егосфени (Αίγόσθενα). Навіть афіняни, які часто воювали з мегарцями і тому вважали їх грубими, неосвіченими, хитрими й віроломними, визнавали працьовитість мешканців Мегариди та їхні досягнення у мореплавстві.
Водночас Мегарида не мала зручних шляхів внутрішнього сполучення. Три дороги, з яких одна пролягала скелястим і здебільшого неприступним західним берегом, інша — ущелинами гір посередині краю, третя — східним берегом — були однаково важкими і легко могли бути перекритими під час негоди і військових конфліктів.
Найбільше значення мала остання з трьох доріг, яка вела через Мегару та її рівнину з одного боку в Аттику, з іншого — до найзручнішого перевалу через Кітерон і звідти на Фіви. Проте в західній своїй частині дорога пролягала майже прямовисними скелями гірського хребта і перетворювалася на вузьку стежку. Мегарський полемарх Скірон трохи розширив її, але й у класичну добу шлях вважали дуже небезпечним і долали пішки. Лише за часів Адріана дорогу перебудували так, що вона стала доступною для тогочасного транспорту.